# 오카다 고요
오카다 고요(일본어: 岡田紅陽, 1895년 8월 31일 ~ 1972년 11월 22일)은 일본의 사진가이다. 니가타현 출신으로 와세다 대학까지 졸업한 약력을 가지고 있다. 1923년에는 간토 대지진(상세 사항은 간토대진재 문서 참조)의 여파에 따라 지진에 관한 사전 조사 및 답사를 위해 도쿄부의 청탁을 받고 촬영된 내력도 있었다. 1925년에는 사진 스튜디오까지 설립되기도 하였고, 보통 산악사진이나 풍경사진 등을 위주로 촬영하였다. 또한 후지산의 촬영에 대한 라이프워크까지 가진 것으로 드러나고 있다. 또한 1952년에는 일본사진협회를 창설시켰다.